# Mentora Alsina
El laboratori de física experimental Mentora Alsina va ser creat per l'industrial barceloní Ferran Alsina l'any 1907 a la seva residència de la muntanya del Tibidabo. El seu objectiu era l'ensenyament de la física mitjançant experiments amb la voluntat de fomentar la vocació científica i l'estima per la ciència dels alumnes que hi passaven.

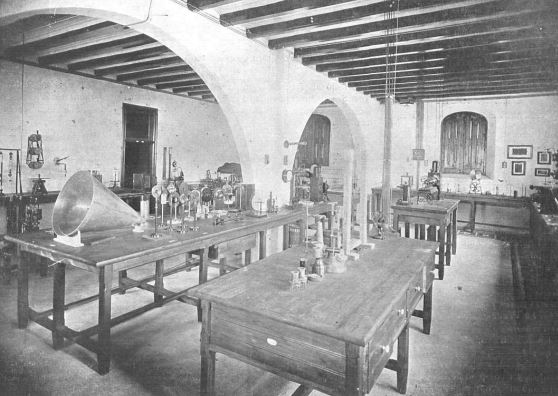
Interior del laboratori

Des de 1995 els objectes que formaven part de la Mentora Alsina formen part de la col·lecció del Museu de la Ciència i de la Tècnica de Catalunya (mNACTEC). Des del 23 de maig de 2006, una selecció dels elements que formaven part del gabinet original són visitables en una exposició al mateix museu.